# Siatka prętów
Siatka prętów (schemat statyczny) - pojęcie występujące w mechanice budowli złożonych tylko z samych prętów. Siatka taka określa pewną strukturę geometryczną (graf) płaską (dwuwymiarową) lub przestrzenną (trójwymiarową), złożoną z osi prętów połączonych ze sobą w węzłach. Siatka określa jedynie przestrzenną konfigurację konstrukcji i nie zawiera żadnych informacji dotyczących rodzaju prętów i węzłów oraz sposobów ich połączenia ze sobą i z fundamentami. 
Przy stosowaniu programów komputerowych każdy z prętów siatki określony jest przez numerację jego węzłów brzegowych.